# Exocarya sclerioides
Exocarya sclerioides är en halvgräsart som först beskrevs av Ferdinand von Mueller, och fick sitt nu gällande namn av George Bentham. Exocarya sclerioides ingår i släktet Exocarya och familjen halvgräs. Inga underarter finns listade i Catalogue of Life.